# Robești (okręg Vâlcea)
Robești – wieś w Rumunii, w okręgu Vâlcea, w gminie Câineni. W 2011 roku liczyła 210 mieszkańców.